# Monthelon (Marne)

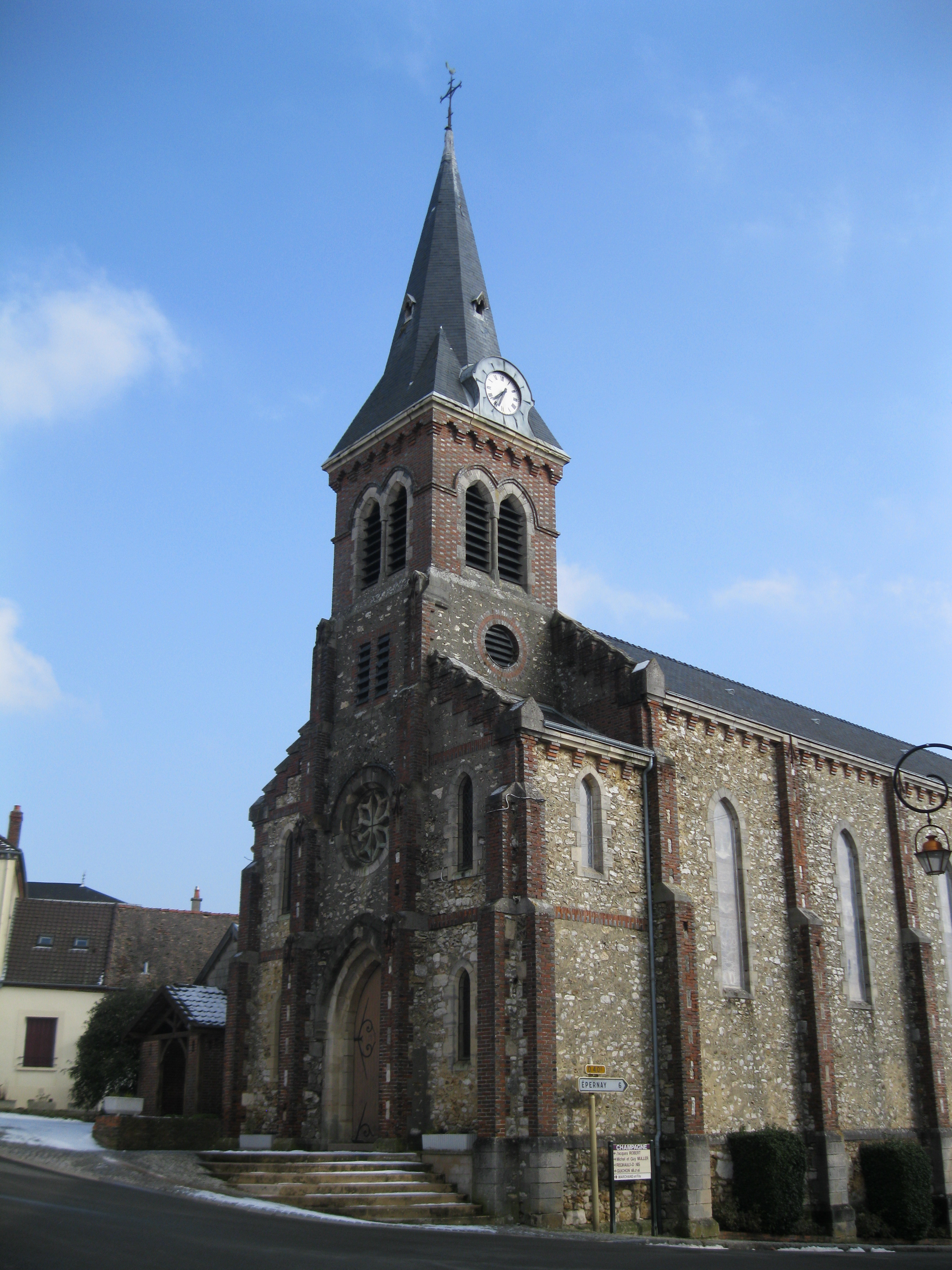
Kerk

Monthelon is een gemeente in het Franse departement Marne (regio Grand Est) en telt 336 inwoners (2004). De plaats maakt deel uit van het arrondissement Épernay.

## Geografie
De oppervlakte van Monthelon bedraagt 2,7 km², de bevolkingsdichtheid is 124,4 inwoners per km².
De onderstaande kaart toont de ligging van Monthelon (Marne) met de belangrijkste infrastructuur en aangrenzende gemeenten.

## Demografie
Onderstaande figuur toont het verloop van het inwonertal (bron: INSEE-tellingen).